# Lista di asteroidi (257001-258000)
Di seguito una lista di asteroidi dal numero 257001 al 258000 con data di scoperta e scopritore.

## 257001-257100
| Nome               | Designazione provvisoria | Data di scoperta | Scopritore          |
| ------------------ | ------------------------ | ---------------- | ------------------- |
| 257001 -           | 2008 EM150               | 10 marzo 2008    | Spacewatch          |
| 257002 -           | 2008 EX150               | 4 marzo 2008     | Mount Lemmon Survey |
| 257003 -           | 2008 ED151               | 11 marzo 2008    | CSS                 |
| 257004 -           | 2008 ES151               | 8 marzo 2008     | Mount Lemmon Survey |
| 257005 Arpadpal    | 2008 EW152               | 11 marzo 2008    | EURONEAR            |
| 257006 -           | 2008 EC154               | 15 marzo 2008    | Spacewatch          |
| 257007 -           | 2008 ED158               | 4 marzo 2008     | Spacewatch          |
| 257008 -           | 2008 EX159               | 1 marzo 2008     | Spacewatch          |
| 257009 -           | 2008 EH165               | 2 marzo 2008     | Spacewatch          |
| 257010 -           | 2008 EO166               | 6 marzo 2008     | CSS                 |
| 257011 -           | 2008 ES167               | 9 marzo 2008     | LINEAR              |
| 257012 -           | 2008 EA169               | 14 marzo 2008    | LINEAR              |
| 257013 -           | 2008 FW1                 | 25 marzo 2008    | Spacewatch          |
| 257014 -           | 2008 FQ6                 | 30 marzo 2008    | Sárneczky, K.       |
| 257015 -           | 2008 FJ8                 | 25 marzo 2008    | Spacewatch          |
| 257016 -           | 2008 FR11                | 26 marzo 2008    | Mount Lemmon Survey |
| 257017 -           | 2008 FU12                | 26 marzo 2008    | Mount Lemmon Survey |
| 257018 -           | 2008 FX12                | 26 marzo 2008    | Mount Lemmon Survey |
| 257019 -           | 2008 FN14                | 26 marzo 2008    | Mount Lemmon Survey |
| 257020 -           | 2008 FJ17                | 27 marzo 2008    | Spacewatch          |
| 257021 -           | 2008 FK18                | 27 marzo 2008    | Mount Lemmon Survey |
| 257022 -           | 2008 FT23                | 27 marzo 2008    | Spacewatch          |
| 257023 -           | 2008 FQ24                | 27 marzo 2008    | Spacewatch          |
| 257024 -           | 2008 FU24                | 27 marzo 2008    | Spacewatch          |
| 257025 -           | 2008 FK25                | 27 marzo 2008    | Spacewatch          |
| 257026 -           | 2008 FX25                | 27 marzo 2008    | Mount Lemmon Survey |
| 257027 -           | 2008 FU32                | 28 marzo 2008    | Mount Lemmon Survey |
| 257028 -           | 2008 FM35                | 28 marzo 2008    | Mount Lemmon Survey |
| 257029 -           | 2008 FK38                | 28 marzo 2008    | Spacewatch          |
| 257030 -           | 2008 FW38                | 28 marzo 2008    | Spacewatch          |
| 257031 -           | 2008 FD39                | 28 marzo 2008    | Spacewatch          |
| 257032 -           | 2008 FZ39                | 28 marzo 2008    | Spacewatch          |
| 257033 -           | 2008 FL41                | 28 marzo 2008    | Spacewatch          |
| 257034 -           | 2008 FN41                | 28 marzo 2008    | Mount Lemmon Survey |
| 257035 -           | 2008 FO48                | 28 marzo 2008    | Mount Lemmon Survey |
| 257036 -           | 2008 FU48                | 28 marzo 2008    | Mount Lemmon Survey |
| 257037 -           | 2008 FX50                | 28 marzo 2008    | Mount Lemmon Survey |
| 257038 -           | 2008 FV51                | 28 marzo 2008    | Mount Lemmon Survey |
| 257039 -           | 2008 FR54                | 28 marzo 2008    | Mount Lemmon Survey |
| 257040 -           | 2008 FY55                | 28 marzo 2008    | Mount Lemmon Survey |
| 257041 -           | 2008 FN58                | 28 marzo 2008    | Mount Lemmon Survey |
| 257042 -           | 2008 FD67                | 28 marzo 2008    | Spacewatch          |
| 257043 -           | 2008 FH67                | 28 marzo 2008    | Spacewatch          |
| 257044 -           | 2008 FL67                | 28 marzo 2008    | Mount Lemmon Survey |
| 257045 -           | 2008 FN69                | 28 marzo 2008    | Mount Lemmon Survey |
| 257046 -           | 2008 FT74                | 31 marzo 2008    | CSS                 |
| 257047 -           | 2008 FN77                | 27 marzo 2008    | Mount Lemmon Survey |
| 257048 -           | 2008 FA78                | 27 marzo 2008    | Mount Lemmon Survey |
| 257049 -           | 2008 FL78                | 27 marzo 2008    | Mount Lemmon Survey |
| 257050 -           | 2008 FX79                | 27 marzo 2008    | Mount Lemmon Survey |
| 257051 -           | 2008 FE80                | 27 marzo 2008    | Mount Lemmon Survey |
| 257052 -           | 2008 FH82                | 27 marzo 2008    | Mount Lemmon Survey |
| 257053 -           | 2008 FT84                | 28 marzo 2008    | Mount Lemmon Survey |
| 257054 -           | 2008 FN85                | 28 marzo 2008    | Mount Lemmon Survey |
| 257055 -           | 2008 FF86                | 28 marzo 2008    | Mount Lemmon Survey |
| 257056 -           | 2008 FL88                | 28 marzo 2008    | Mount Lemmon Survey |
| 257057 -           | 2008 FU88                | 28 marzo 2008    | Spacewatch          |
| 257058 -           | 2008 FN89                | 29 marzo 2008    | Spacewatch          |
| 257059 -           | 2008 FD94                | 29 marzo 2008    | Spacewatch          |
| 257060 -           | 2008 FL94                | 29 marzo 2008    | Spacewatch          |
| 257061 -           | 2008 FB96                | 29 marzo 2008    | CSS                 |
| 257062 -           | 2008 FC99                | 30 marzo 2008    | Spacewatch          |
| 257063 -           | 2008 FZ99                | 30 marzo 2008    | Spacewatch          |
| 257064 -           | 2008 FG102               | 30 marzo 2008    | Spacewatch          |
| 257065 -           | 2008 FJ102               | 30 marzo 2008    | Spacewatch          |
| 257066 -           | 2008 FU107               | 31 marzo 2008    | Spacewatch          |
| 257067 -           | 2008 FV110               | 31 marzo 2008    | Spacewatch          |
| 257068 -           | 2008 FE113               | 31 marzo 2008    | Spacewatch          |
| 257069 -           | 2008 FP113               | 31 marzo 2008    | Spacewatch          |
| 257070 -           | 2008 FV113               | 31 marzo 2008    | Spacewatch          |
| 257071 -           | 2008 FB114               | 31 marzo 2008    | Spacewatch          |
| 257072 -           | 2008 FU114               | 31 marzo 2008    | Mount Lemmon Survey |
| 257073 -           | 2008 FU116               | 31 marzo 2008    | Spacewatch          |
| 257074 -           | 2008 FN117               | 31 marzo 2008    | Spacewatch          |
| 257075 -           | 2008 FJ118               | 31 marzo 2008    | Mount Lemmon Survey |
| 257076 -           | 2008 FK128               | 28 marzo 2008    | Spacewatch          |
| 257077 -           | 2008 FV130               | 31 marzo 2008    | Spacewatch          |
| 257078 -           | 2008 FZ130               | 28 marzo 2008    | Mount Lemmon Survey |
| 257079 -           | 2008 FU131               | 28 marzo 2008    | Mount Lemmon Survey |
| 257080 -           | 2008 FR135               | 31 marzo 2008    | Mount Lemmon Survey |
| 257081 -           | 2008 FV135               | 31 marzo 2008    | Spacewatch          |
| 257082 -           | 2008 FH137               | 30 marzo 2008    | CSS                 |
| 257083 -           | 2008 FS137               | 31 marzo 2008    | CSS                 |
| 257084 Joanalcover | 2008 GX1                 | 5 aprile 2008    | OAM                 |
| 257085 -           | 2008 GD2                 | 6 aprile 2008    | Stevens, B. L.      |
| 257086 -           | 2008 GT3                 | 7 aprile 2008    | CSS                 |
| 257087 -           | 2008 GL14                | 3 aprile 2008    | Spacewatch          |
| 257088 -           | 2008 GH20                | 7 aprile 2008    | Dillon, W. G.       |
| 257089 -           | 2008 GA23                | 1 aprile 2008    | Mount Lemmon Survey |
| 257090 -           | 2008 GZ26                | 3 aprile 2008    | Spacewatch          |
| 257091 -           | 2008 GT32                | 3 aprile 2008    | Spacewatch          |
| 257092 -           | 2008 GW34                | 3 aprile 2008    | Mount Lemmon Survey |
| 257093 -           | 2008 GK37                | 3 aprile 2008    | Spacewatch          |
| 257094 -           | 2008 GV38                | 3 aprile 2008    | Mount Lemmon Survey |
| 257095 -           | 2008 GO39                | 4 aprile 2008    | Spacewatch          |
| 257096 -           | 2008 GJ41                | 4 aprile 2008    | Spacewatch          |
| 257097 -           | 2008 GY42                | 4 aprile 2008    | Mount Lemmon Survey |
| 257098 -           | 2008 GR45                | 4 aprile 2008    | Mount Lemmon Survey |
| 257099 -           | 2008 GO46                | 4 aprile 2008    | Spacewatch          |
| 257100 -           | 2008 GQ46                | 4 aprile 2008    | Spacewatch          |

## 257101-257200
| Nome     | Designazione provvisoria | Data di scoperta | Scopritore           |
| -------- | ------------------------ | ---------------- | -------------------- |
| 257101 - | 2008 GV46                | 4 aprile 2008    | Spacewatch           |
| 257102 - | 2008 GR49                | 5 aprile 2008    | Spacewatch           |
| 257103 - | 2008 GE50                | 5 aprile 2008    | Mount Lemmon Survey  |
| 257104 - | 2008 GG52                | 5 aprile 2008    | Mount Lemmon Survey  |
| 257105 - | 2008 GE60                | 5 aprile 2008    | CSS                  |
| 257106 - | 2008 GU60                | 5 aprile 2008    | CSS                  |
| 257107 - | 2008 GJ64                | 5 aprile 2008    | Spacewatch           |
| 257108 - | 2008 GO64                | 6 aprile 2008    | Spacewatch           |
| 257109 - | 2008 GZ68                | 6 aprile 2008    | Spacewatch           |
| 257110 - | 2008 GV70                | 7 aprile 2008    | Spacewatch           |
| 257111 - | 2008 GE72                | 7 aprile 2008    | Mount Lemmon Survey  |
| 257112 - | 2008 GT72                | 7 aprile 2008    | Mount Lemmon Survey  |
| 257113 - | 2008 GE74                | 7 aprile 2008    | Spacewatch           |
| 257114 - | 2008 GN77                | 7 aprile 2008    | Spacewatch           |
| 257115 - | 2008 GE78                | 7 aprile 2008    | Spacewatch           |
| 257116 - | 2008 GH79                | 7 aprile 2008    | Spacewatch           |
| 257117 - | 2008 GO81                | 7 aprile 2008    | Spacewatch           |
| 257118 - | 2008 GS81                | 8 aprile 2008    | Bickel, W.           |
| 257119 - | 2008 GD86                | 9 aprile 2008    | Spacewatch           |
| 257120 - | 2008 GU87                | 5 aprile 2008    | Mount Lemmon Survey  |
| 257121 - | 2008 GZ87                | 5 aprile 2008    | CSS                  |
| 257122 - | 2008 GC89                | 6 aprile 2008    | Spacewatch           |
| 257123 - | 2008 GT96                | 8 aprile 2008    | Mount Lemmon Survey  |
| 257124 - | 2008 GG98                | 8 aprile 2008    | Spacewatch           |
| 257125 - | 2008 GX101               | 10 aprile 2008   | Spacewatch           |
| 257126 - | 2008 GH106               | 11 aprile 2008   | Mount Lemmon Survey  |
| 257127 - | 2008 GZ116               | 11 aprile 2008   | Spacewatch           |
| 257128 - | 2008 GT117               | 11 aprile 2008   | Spacewatch           |
| 257129 - | 2008 GK118               | 11 aprile 2008   | Mount Lemmon Survey  |
| 257130 - | 2008 GY120               | 12 aprile 2008   | CSS                  |
| 257131 - | 2008 GV121               | 13 aprile 2008   | Spacewatch           |
| 257132 - | 2008 GF123               | 13 aprile 2008   | Spacewatch           |
| 257133 - | 2008 GL130               | 5 aprile 2008    | Spacewatch           |
| 257134 - | 2008 GY132               | 15 aprile 2008   | Spacewatch           |
| 257135 - | 2008 GM136               | 1 aprile 2008    | Spacewatch           |
| 257136 - | 2008 GK142               | 4 aprile 2008    | CSS                  |
| 257137 - | 2008 GL144               | 4 aprile 2008    | LINEAR               |
| 257138 - | 2008 HM                  | 24 aprile 2008   | Spacewatch           |
| 257139 - | 2008 HB3                 | 26 aprile 2008   | Bickel, W.           |
| 257140 - | 2008 HJ4                 | 28 aprile 2008   | OAM                  |
| 257141 - | 2008 HW5                 | 24 aprile 2008   | Spacewatch           |
| 257142 - | 2008 HA6                 | 24 aprile 2008   | Spacewatch           |
| 257143 - | 2008 HP6                 | 24 aprile 2008   | Spacewatch           |
| 257144 - | 2008 HP9                 | 24 aprile 2008   | Mount Lemmon Survey  |
| 257145 - | 2008 HW9                 | 24 aprile 2008   | Mount Lemmon Survey  |
| 257146 - | 2008 HA13                | 25 aprile 2008   | Spacewatch           |
| 257147 - | 2008 HP13                | 25 aprile 2008   | Spacewatch           |
| 257148 - | 2008 HL15                | 25 aprile 2008   | Spacewatch           |
| 257149 - | 2008 HW16                | 25 aprile 2008   | Spacewatch           |
| 257150 - | 2008 HF17                | 25 aprile 2008   | Spacewatch           |
| 257151 - | 2008 HO18                | 26 aprile 2008   | Mount Lemmon Survey  |
| 257152 - | 2008 HD21                | 26 aprile 2008   | Spacewatch           |
| 257153 - | 2008 HQ27                | 27 aprile 2008   | Mount Lemmon Survey  |
| 257154 - | 2008 HM33                | 25 aprile 2008   | Spacewatch           |
| 257155 - | 2008 HD37                | 30 aprile 2008   | Mount Lemmon Survey  |
| 257156 - | 2008 HO37                | 29 aprile 2008   | Ory, M.              |
| 257157 - | 2008 HL38                | 25 aprile 2008   | Mount Lemmon Survey  |
| 257158 - | 2008 HN39                | 26 aprile 2008   | Mount Lemmon Survey  |
| 257159 - | 2008 HB43                | 27 aprile 2008   | Mount Lemmon Survey  |
| 257160 - | 2008 HR43                | 27 aprile 2008   | Mount Lemmon Survey  |
| 257161 - | 2008 HO54                | 29 aprile 2008   | Spacewatch           |
| 257162 - | 2008 HU56                | 30 aprile 2008   | Spacewatch           |
| 257163 - | 2008 HK58                | 30 aprile 2008   | Mount Lemmon Survey  |
| 257164 - | 2008 HO58                | 30 aprile 2008   | Mount Lemmon Survey  |
| 257165 - | 2008 HR60                | 29 aprile 2008   | Mount Lemmon Survey  |
| 257166 - | 2008 HQ66                | 29 aprile 2008   | CSS                  |
| 257167 - | 2008 HS66                | 30 aprile 2008   | CSS                  |
| 257168 - | 2008 HA69                | 24 aprile 2008   | Mount Lemmon Survey  |
| 257169 - | 2008 HN69                | 29 aprile 2008   | Mount Lemmon Survey  |
| 257170 - | 2008 JD1                 | 1 maggio 2008    | Mount Lemmon Survey  |
| 257171 - | 2008 JS1                 | 2 maggio 2008    | Mount Lemmon Survey  |
| 257172 - | 2008 JF2                 | 2 maggio 2008    | Spacewatch           |
| 257173 - | 2008 JF13                | 3 maggio 2008    | Spacewatch           |
| 257174 - | 2008 JX18                | 6 maggio 2008    | Spacewatch           |
| 257175 - | 2008 JO23                | 7 maggio 2008    | Spacewatch           |
| 257176 - | 2008 JZ27                | 8 maggio 2008    | Spacewatch           |
| 257177 - | 2008 JO28                | 8 maggio 2008    | Spacewatch           |
| 257178 - | 2008 JE29                | 11 maggio 2008   | CSS                  |
| 257179 - | 2008 JA30                | 11 maggio 2008   | Spacewatch           |
| 257180 - | 2008 JF31                | 5 maggio 2008    | Mount Lemmon Survey  |
| 257181 - | 2008 JO32                | 7 maggio 2008    | Spacewatch           |
| 257182 - | 2008 JZ34                | 7 maggio 2008    | Siding Spring Survey |
| 257183 - | 2008 JP39                | 7 maggio 2008    | Spacewatch           |
| 257184 - | 2008 KJ                  | 26 maggio 2008   | Spacewatch           |
| 257185 - | 2008 KE1                 | 26 maggio 2008   | Spacewatch           |
| 257186 - | 2008 KZ7                 | 27 maggio 2008   | Spacewatch           |
| 257187 - | 2008 KD10                | 27 maggio 2008   | Mount Lemmon Survey  |
| 257188 - | 2008 KE11                | 29 maggio 2008   | Spacewatch           |
| 257189 - | 2008 KU11                | 28 maggio 2008   | Calvin College       |
| 257190 - | 2008 KD35                | 27 maggio 2008   | Spacewatch           |
| 257191 - | 2008 LE7                 | 3 giugno 2008    | Spacewatch           |
| 257192 - | 2008 MG                  | 22 giugno 2008   | Spacewatch           |
| 257193 - | 2008 PK19                | 7 agosto 2008    | Spacewatch           |
| 257194 - | 2008 PZ21                | 3 agosto 2008    | LINEAR               |
| 257195 - | 2008 QY41                | 29 agosto 2008   | Pises                |
| 257196 - | 2008 RE3                 | 2 settembre 2008 | Spacewatch           |
| 257197 - | 2008 RG33                | 2 settembre 2008 | Spacewatch           |
| 257198 - | 2008 RE54                | 3 settembre 2008 | Spacewatch           |
| 257199 - | 2008 RW58                | 3 settembre 2008 | Spacewatch           |
| 257200 - | 2008 RJ65                | 4 settembre 2008 | Spacewatch           |

## 257201-257300
| Nome                 | Designazione provvisoria | Data di scoperta  | Scopritore            |
| -------------------- | ------------------------ | ----------------- | --------------------- |
| 257201 -             | 2008 RT66                | 4 settembre 2008  | Spacewatch            |
| 257202 -             | 2008 RU122               | 5 settembre 2008  | Spacewatch            |
| 257203 -             | 2008 RW122               | 5 settembre 2008  | Spacewatch            |
| 257204 -             | 2008 SQ220               | 25 settembre 2008 | Spacewatch            |
| 257205 -             | 2008 TT64                | 2 ottobre 2008    | Mount Lemmon Survey   |
| 257206 -             | 2008 UA                  | 18 ottobre 2008   | Hug, G.               |
| 257207 -             | 2008 UL123               | 22 ottobre 2008   | Spacewatch            |
| 257208 -             | 2008 WB38                | 17 novembre 2008  | Spacewatch            |
| 257209 -             | 2008 WW91                | 26 novembre 2008  | OAM                   |
| 257210 -             | 2008 XO22                | 2 dicembre 2008   | Mount Lemmon Survey   |
| 257211 Kulizoli      | 2008 YY4                 | 21 dicembre 2008  | Sárneczky, K.         |
| 257212 Rózsahegyi    | 2008 YB5                 | 22 dicembre 2008  | Sárneczky, K.         |
| 257213 -             | 2008 YM79                | 30 dicembre 2008  | Mount Lemmon Survey   |
| 257214 -             | 2009 AF14                | 2 gennaio 2009    | Mount Lemmon Survey   |
| 257215 -             | 2009 AT22                | 3 gennaio 2009    | Spacewatch            |
| 257216 -             | 2009 AY43                | 2 gennaio 2009    | Spacewatch            |
| 257217 -             | 2009 AL48                | 2 gennaio 2009    | CSS                   |
| 257218 -             | 2009 BK112               | 30 gennaio 2009   | Mount Lemmon Survey   |
| 257219 -             | 2009 BM178               | 20 gennaio 2009   | Mount Lemmon Survey   |
| 257220 -             | 2009 BB179               | 30 gennaio 2009   | Mount Lemmon Survey   |
| 257221 -             | 2009 CX26                | 1 febbraio 2009   | Spacewatch            |
| 257222 -             | 2009 CG58                | 3 febbraio 2009   | Spacewatch            |
| 257223 -             | 2009 CB62                | 3 febbraio 2009   | Mount Lemmon Survey   |
| 257224 -             | 2009 DZ6                 | 18 febbraio 2009  | Siding Spring Survey  |
| 257225 -             | 2009 DY11                | 18 febbraio 2009  | LINEAR                |
| 257226 -             | 2009 DW31                | 20 febbraio 2009  | Spacewatch            |
| 257227 -             | 2009 DU35                | 20 febbraio 2009  | Spacewatch            |
| 257228 -             | 2009 DP50                | 19 febbraio 2009  | Spacewatch            |
| 257229 -             | 2009 DS61                | 22 febbraio 2009  | Spacewatch            |
| 257230 -             | 2009 DR64                | 24 febbraio 2009  | Spacewatch            |
| 257231 -             | 2009 DW71                | 20 febbraio 2009  | Spacewatch            |
| 257232 -             | 2009 DJ75                | 19 febbraio 2009  | CSS                   |
| 257233 -             | 2009 DV91                | 27 febbraio 2009  | Spacewatch            |
| 257234 Güntherkurtze | 2009 DD112               | 26 febbraio 2009  | Hormuth, F.           |
| 257235 -             | 2009 DO124               | 19 febbraio 2009  | Spacewatch            |
| 257236 -             | 2009 DF125               | 19 febbraio 2009  | Spacewatch            |
| 257237 -             | 2009 DU125               | 19 febbraio 2009  | Spacewatch            |
| 257238 -             | 2009 DN130               | 26 febbraio 2009  | Spacewatch            |
| 257239 -             | 2009 ET4                 | 15 marzo 2009     | OAM                   |
| 257240 -             | 2009 EJ12                | 1 marzo 2009      | Spacewatch            |
| 257241 -             | 2009 EM13                | 15 marzo 2009     | Spacewatch            |
| 257242 -             | 2009 ET14                | 15 marzo 2009     | Spacewatch            |
| 257243 -             | 2009 EU21                | 14 marzo 2009     | OAM                   |
| 257244 -             | 2009 EP26                | 15 marzo 2009     | Spacewatch            |
| 257245 -             | 2009 FW3                 | 18 marzo 2009     | Kugel, F.             |
| 257246 -             | 2009 FA4                 | 18 marzo 2009     | OAM                   |
| 257247 -             | 2009 FS18                | 20 marzo 2009     | OAM                   |
| 257248 Chouchiehlun  | 2009 FA19                | 20 marzo 2009     | Tsai, Y.-S., Chen, T. |
| 257249 -             | 2009 FL20                | 17 marzo 2009     | Bickel, W.            |
| 257250 -             | 2009 FF22                | 18 marzo 2009     | Spacewatch            |
| 257251 -             | 2009 FG25                | 22 marzo 2009     | Ory, M.               |
| 257252 -             | 2009 FK26                | 17 marzo 2009     | Spacewatch            |
| 257253 -             | 2009 FH30                | 27 marzo 2009     | OAM                   |
| 257254 -             | 2009 FC31                | 24 marzo 2009     | LINEAR                |
| 257255 -             | 2009 FB39                | 21 marzo 2009     | Spacewatch            |
| 257256 -             | 2009 FA43                | 29 marzo 2009     | LINEAR                |
| 257257 -             | 2009 FB43                | 29 marzo 2009     | LINEAR                |
| 257258 -             | 2009 FP45                | 19 marzo 2009     | Mount Lemmon Survey   |
| 257259 -             | 2009 FU45                | 27 marzo 2009     | OAM                   |
| 257260 -             | 2009 FK46                | 27 marzo 2009     | Spacewatch            |
| 257261 Ovechkin      | 2009 FS47                | 31 marzo 2009     | Elenin, L.            |
| 257262 -             | 2009 FC49                | 26 marzo 2009     | Mount Lemmon Survey   |
| 257263 -             | 2009 FF58                | 21 marzo 2009     | Spacewatch            |
| 257264 -             | 2009 FG58                | 21 marzo 2009     | Spacewatch            |
| 257265 -             | 2009 FY58                | 21 marzo 2009     | Mount Lemmon Survey   |
| 257266 -             | 2009 FZ74                | 28 marzo 2009     | Siding Spring Survey  |
| 257267 -             | 2009 FY75                | 24 marzo 2009     | Spacewatch            |
| 257268 -             | 2009 FC76                | 24 marzo 2009     | Spacewatch            |
| 257269 -             | 2009 FP76                | 29 marzo 2009     | Spacewatch            |
| 257270 -             | 2009 GW2                 | 15 aprile 2009    | Siding Spring Survey  |
| 257271 -             | 2009 GV5                 | 2 aprile 2009     | Spacewatch            |
| 257272 -             | 2009 HH                  | 17 aprile 2009    | Durig, D. T.          |
| 257273 -             | 2009 HC1                 | 16 aprile 2009    | CSS                   |
| 257274 -             | 2009 HF1                 | 16 aprile 2009    | CSS                   |
| 257275 -             | 2009 HA2                 | 17 aprile 2009    | Spacewatch            |
| 257276 -             | 2009 HG2                 | 17 aprile 2009    | CSS                   |
| 257277 -             | 2009 HX4                 | 17 aprile 2009    | Spacewatch            |
| 257278 -             | 2009 HJ5                 | 17 aprile 2009    | Spacewatch            |
| 257279 -             | 2009 HY7                 | 17 aprile 2009    | Spacewatch            |
| 257280 -             | 2009 HE8                 | 17 aprile 2009    | Spacewatch            |
| 257281 -             | 2009 HN19                | 19 aprile 2009    | CSS                   |
| 257282 -             | 2009 HT19                | 16 aprile 2009    | CSS                   |
| 257283 -             | 2009 HH20                | 18 aprile 2009    | Spacewatch            |
| 257284 -             | 2009 HK20                | 18 aprile 2009    | Spacewatch            |
| 257285 -             | 2009 HV21                | 16 aprile 2009    | CSS                   |
| 257286 -             | 2009 HU27                | 18 aprile 2009    | Spacewatch            |
| 257287 -             | 2009 HT28                | 18 aprile 2009    | CSS                   |
| 257288 -             | 2009 HJ32                | 19 aprile 2009    | Spacewatch            |
| 257289 -             | 2009 HJ37                | 17 aprile 2009    | CSS                   |
| 257290 -             | 2009 HS41                | 20 aprile 2009    | Spacewatch            |
| 257291 -             | 2009 HQ42                | 20 aprile 2009    | Spacewatch            |
| 257292 -             | 2009 HK45                | 21 aprile 2009    | OAM                   |
| 257293 -             | 2009 HC50                | 21 aprile 2009    | Spacewatch            |
| 257294 -             | 2009 HQ53                | 20 aprile 2009    | Spacewatch            |
| 257295 -             | 2009 HN55                | 21 aprile 2009    | Mount Lemmon Survey   |
| 257296 Jessicaamy    | 2009 HT57                | 20 aprile 2009    | Todd, M.              |
| 257297 -             | 2009 HY58                | 17 aprile 2009    | CSS                   |
| 257298 -             | 2009 HA59                | 18 aprile 2009    | CSS                   |
| 257299 -             | 2009 HB60                | 22 aprile 2009    | Mount Lemmon Survey   |
| 257300 -             | 2009 HE61                | 20 aprile 2009    | Mount Lemmon Survey   |

## 257301-257400
| Nome                 | Designazione provvisoria | Data di scoperta  | Scopritore                  |
| -------------------- | ------------------------ | ----------------- | --------------------------- |
| 257301 -             | 2009 HT61                | 20 aprile 2009    | Mount Lemmon Survey         |
| 257302 -             | 2009 HX61                | 20 aprile 2009    | Mount Lemmon Survey         |
| 257303 -             | 2009 HS65                | 23 aprile 2009    | Spacewatch                  |
| 257304 -             | 2009 HT68                | 21 aprile 2009    | Mount Lemmon Survey         |
| 257305 -             | 2009 HS69                | 22 aprile 2009    | Mount Lemmon Survey         |
| 257306 -             | 2009 HZ72                | 28 aprile 2009    | CSS                         |
| 257307 -             | 2009 HK75                | 28 aprile 2009    | CSS                         |
| 257308 -             | 2009 HM77                | 22 aprile 2009    | OAM                         |
| 257309 -             | 2009 HU83                | 27 aprile 2009    | Spacewatch                  |
| 257310 -             | 2009 HU85                | 29 aprile 2009    | Spacewatch                  |
| 257311 -             | 2009 HM88                | 30 aprile 2009    | OAM                         |
| 257312 -             | 2009 HT88                | 22 aprile 2009    | OAM                         |
| 257313 -             | 2009 HW88                | 23 aprile 2009    | OAM                         |
| 257314 -             | 2009 HY88                | 24 aprile 2009    | Cerro Burek                 |
| 257315 -             | 2009 HU89                | 29 aprile 2009    | Spacewatch                  |
| 257316 -             | 2009 HJ90                | 19 aprile 2009    | Mount Lemmon Survey         |
| 257317 -             | 2009 HS90                | 20 aprile 2009    | Mount Lemmon Survey         |
| 257318 -             | 2009 HD92                | 29 aprile 2009    | Spacewatch                  |
| 257319 -             | 2009 HN92                | 30 aprile 2009    | Spacewatch                  |
| 257320 -             | 2009 HE94                | 26 aprile 2009    | Cernis, K., Zdanavicius, J. |
| 257321 -             | 2009 HF94                | 21 aprile 2009    | Mount Lemmon Survey         |
| 257322 -             | 2009 HK97                | 17 aprile 2009    | Spacewatch                  |
| 257323 -             | 2009 HC98                | 19 aprile 2009    | Spacewatch                  |
| 257324 -             | 2009 HS98                | 28 aprile 2009    | Mount Lemmon Survey         |
| 257325 -             | 2009 HN99                | 21 aprile 2009    | Spacewatch                  |
| 257326 -             | 2009 HA101               | 26 aprile 2009    | Spacewatch                  |
| 257327 -             | 2009 HE101               | 22 aprile 2009    | Mount Lemmon Survey         |
| 257328 -             | 2009 HF101               | 23 aprile 2009    | Spacewatch                  |
| 257329 -             | 2009 HK102               | 21 aprile 2009    | Spacewatch                  |
| 257330 -             | 2009 HD103               | 17 aprile 2009    | Spacewatch                  |
| 257331 -             | 2009 HN103               | 18 aprile 2009    | Mount Lemmon Survey         |
| 257332 -             | 2009 HD105               | 19 aprile 2009    | Spacewatch                  |
| 257333 -             | 2009 HY105               | 16 aprile 2009    | Siding Spring Survey        |
| 257334 -             | 2009 JM                  | 2 maggio 2009     | OAM                         |
| 257335 -             | 2009 JZ                  | 4 maggio 2009     | OAM                         |
| 257336 Noeliasanchez | 2009 JA1                 | 4 maggio 2009     | OAM                         |
| 257337 -             | 2009 JG9                 | 14 maggio 2009    | Spacewatch                  |
| 257338 -             | 2009 JO10                | 14 maggio 2009    | Mount Lemmon Survey         |
| 257339 -             | 2009 JZ12                | 2 maggio 2009     | OAM                         |
| 257340 -             | 2009 JC13                | 2 maggio 2009     | OAM                         |
| 257341 -             | 2009 JE16                | 1 maggio 2009     | Mount Lemmon Survey         |
| 257342 -             | 2009 JG16                | 4 maggio 2009     | Mount Lemmon Survey         |
| 257343 -             | 2009 JA17                | 1 maggio 2009     | Mount Lemmon Survey         |
| 257344 -             | 2009 JG17                | 15 maggio 2009    | Siding Spring Survey        |
| 257345 -             | 2009 KR1                 | 17 maggio 2009    | OAM                         |
| 257346 -             | 2009 KA3                 | 20 maggio 2009    | Lowe, A.                    |
| 257347 -             | 2009 KC4                 | 24 maggio 2009    | CSS                         |
| 257348 -             | 2009 KN7                 | 26 maggio 2009    | OAM                         |
| 257349 -             | 2009 KD8                 | 28 maggio 2009    | OAM                         |
| 257350 -             | 2009 KF8                 | 28 maggio 2009    | OAM                         |
| 257351 -             | 2009 KU14                | 26 maggio 2009    | CSS                         |
| 257352 -             | 2009 KG15                | 26 maggio 2009    | CSS                         |
| 257353 -             | 2009 KL15                | 26 maggio 2009    | CSS                         |
| 257354 -             | 2009 KT18                | 27 maggio 2009    | Mount Lemmon Survey         |
| 257355 -             | 2009 KT22                | 25 maggio 2009    | Mount Lemmon Survey         |
| 257356 -             | 2009 KD23                | 27 maggio 2009    | Spacewatch                  |
| 257357 -             | 2009 KQ30                | 17 maggio 2009    | Spacewatch                  |
| 257358 -             | 2009 LT                  | 11 giugno 2009    | OAM                         |
| 257359 -             | 2009 LY4                 | 14 giugno 2009    | Spacewatch                  |
| 257360 -             | 2009 MA1                 | 17 giugno 2009    | OAM                         |
| 257361 -             | 2009 ME7                 | 24 giugno 2009    | OAM                         |
| 257362 -             | 2009 MR8                 | 27 giugno 2009    | OAM                         |
| 257363 -             | 2009 NC2                 | 14 luglio 2009    | Spacewatch                  |
| 257364 -             | 2009 OH                  | 16 luglio 2009    | OAM                         |
| 257365 -             | 2009 OZ                  | 19 luglio 2009    | OAM                         |
| 257366 -             | 2009 OJ4                 | 23 luglio 2009    | Teamo, N.                   |
| 257367 -             | 2009 OD19                | 28 luglio 2009    | Spacewatch                  |
| 257368 -             | 2009 OO21                | 31 luglio 2009    | Hug, G.                     |
| 257369 -             | 2009 OF24                | 27 luglio 2009    | Spacewatch                  |
| 257370 -             | 2009 OR24                | 27 luglio 2009    | CSS                         |
| 257371 Miguelbello   | 2009 PM4                 | 14 agosto 2009    | OAM                         |
| 257372 -             | 2009 PY9                 | 15 agosto 2009    | Kachina                     |
| 257373 -             | 2009 PQ20                | 1 agosto 2009     | Siding Spring Survey        |
| 257374 -             | 2009 QA13                | 16 agosto 2009    | Spacewatch                  |
| 257375 -             | 2009 QZ47                | 28 agosto 2009    | OAM                         |
| 257376 -             | 2009 QW57                | 17 agosto 2009    | Spacewatch                  |
| 257377 -             | 2009 RG5                 | 14 settembre 2009 | Sexton, C., Dellinger, J.   |
| 257378 -             | 2009 RN9                 | 12 settembre 2009 | Spacewatch                  |
| 257379 -             | 2009 RP55                | 15 settembre 2009 | Spacewatch                  |
| 257380 -             | 2009 SO10                | 16 settembre 2009 | Spacewatch                  |
| 257381 -             | 2009 SK38                | 16 settembre 2009 | Spacewatch                  |
| 257382 -             | 2009 SR49                | 17 settembre 2009 | Spacewatch                  |
| 257383 -             | 2009 SO52                | 17 settembre 2009 | Spacewatch                  |
| 257384 -             | 2009 SO60                | 17 settembre 2009 | Spacewatch                  |
| 257385 -             | 2009 ST121               | 18 settembre 2009 | Spacewatch                  |
| 257386 -             | 2009 SN122               | 18 settembre 2009 | Spacewatch                  |
| 257387 -             | 2009 SO137               | 18 settembre 2009 | Spacewatch                  |
| 257388 -             | 2009 SD154               | 20 settembre 2009 | Spacewatch                  |
| 257389 -             | 2009 SY155               | 20 settembre 2009 | Spacewatch                  |
| 257390 -             | 2009 SM189               | 22 settembre 2009 | Spacewatch                  |
| 257391 -             | 2009 SD200               | 22 settembre 2009 | Spacewatch                  |
| 257392 -             | 2009 ST203               | 22 settembre 2009 | Spacewatch                  |
| 257393 -             | 2009 SZ211               | 23 settembre 2009 | Spacewatch                  |
| 257394 -             | 2009 SV215               | 24 settembre 2009 | Spacewatch                  |
| 257395 -             | 2009 SW216               | 24 settembre 2009 | Spacewatch                  |
| 257396 -             | 2009 SF220               | 24 settembre 2009 | Mount Lemmon Survey         |
| 257397 -             | 2009 SL229               | 23 settembre 2009 | Mount Lemmon Survey         |
| 257398 -             | 2009 SY246               | 18 settembre 2009 | Spacewatch                  |
| 257399 -             | 2009 SX253               | 25 settembre 2009 | Spacewatch                  |
| 257400 -             | 2009 SK264               | 23 settembre 2009 | Mount Lemmon Survey         |

## 257401-257500
| Nome                   | Designazione provvisoria | Data di scoperta  | Scopritore                                                |
| ---------------------- | ------------------------ | ----------------- | --------------------------------------------------------- |
| 257401 -               | 2009 SM264               | 23 settembre 2009 | Mount Lemmon Survey                                       |
| 257402 -               | 2009 SG297               | 28 settembre 2009 | CSS                                                       |
| 257403 -               | 2009 SO299               | 29 settembre 2009 | Mount Lemmon Survey                                       |
| 257404 -               | 2009 SF315               | 19 settembre 2009 | Spacewatch                                                |
| 257405 -               | 2009 SG330               | 18 settembre 2009 | CSS                                                       |
| 257406 -               | 2009 ST334               | 26 settembre 2009 | Spacewatch                                                |
| 257407 -               | 2009 SO356               | 17 settembre 2009 | Spacewatch                                                |
| 257408 -               | 2009 SH358               | 16 settembre 2009 | CSS                                                       |
| 257409 -               | 2009 SB360               | 27 settembre 2009 | LINEAR                                                    |
| 257410 -               | 2009 TP15                | 1 ottobre 2009    | Mount Lemmon Survey                                       |
| 257411 -               | 2009 TM18                | 9 ottobre 2009    | CSS                                                       |
| 257412 -               | 2009 UY2                 | 16 ottobre 2009   | LINEAR                                                    |
| 257413 -               | 2009 UB61                | 17 ottobre 2009   | Mount Lemmon Survey                                       |
| 257414 -               | 2009 UE71                | 22 ottobre 2009   | Mount Lemmon Survey                                       |
| 257415 -               | 2009 UP118               | 23 ottobre 2009   | Mount Lemmon Survey                                       |
| 257416 -               | 2009 UV147               | 16 ottobre 2009   | Mount Lemmon Survey                                       |
| 257417 -               | 2009 WT                  | 16 novembre 2009  | Molnar, L. A.                                             |
| 257418 -               | 2009 WD2                 | 16 novembre 2009  | Mount Lemmon Survey                                       |
| 257419 -               | 2009 YE19                | 26 dicembre 2009  | Spacewatch                                                |
| 257420 -               | 2009 YT24                | 18 dicembre 2009  | Mount Lemmon Survey                                       |
| 257421 -               | 2010 BR11                | 16 gennaio 2010   | WISE                                                      |
| 257422 -               | 2010 FR47                | 22 marzo 2010     | ESA OGS                                                   |
| 257423 -               | 2010 FM48                | 22 marzo 2010     | ESA OGS                                                   |
| 257424 -               | 2010 HX90                | 29 aprile 2010    | WISE                                                      |
| 257425 -               | 2010 JD24                | 4 maggio 2010     | WISE                                                      |
| 257426 -               | 2010 KB99                | 28 maggio 2010    | WISE                                                      |
| 257427 -               | 2010 KX104               | 29 maggio 2010    | WISE                                                      |
| 257428 -               | 2010 LH38                | 6 giugno 2010     | WISE                                                      |
| 257429 -               | 2010 LA46                | 8 giugno 2010     | WISE                                                      |
| 257430 -               | 2010 LC95                | 12 giugno 2010    | WISE                                                      |
| 257431 -               | 2010 LT131               | 15 giugno 2010    | WISE                                                      |
| 257432 -               | 2010 MX112               | 18 giugno 2010    | Mount Lemmon Survey                                       |
| 257433 -               | 2010 NX5                 | 5 luglio 2010     | Spacewatch                                                |
| 257434 -               | 2010 ND6                 | 5 luglio 2010     | Mount Lemmon Survey                                       |
| 257435 -               | 2010 NG35                | 8 luglio 2010     | WISE                                                      |
| 257436 -               | 2010 NO42                | 9 luglio 2010     | WISE                                                      |
| 257437 -               | 2010 NW68                | 14 luglio 2010    | WISE                                                      |
| 257438 -               | 2010 OH98                | 28 luglio 2010    | WISE                                                      |
| 257439 Peppeprosperini | 2010 PL23                | 9 agosto 2010     | Frasso Sabino                                             |
| 257440 -               | 2010 PF65                | 10 agosto 2010    | Spacewatch                                                |
| 257441 -               | 2010 QZ3                 | 19 agosto 2010    | PMO NEO Survey Program                                    |
| 257442 -               | 2010 RH71                | 9 settembre 2010  | OAM                                                       |
| 257443 -               | 2641 P-L                 | 24 settembre 1960 | van Houten, C. J., van Houten-Groeneveld, I., Gehrels, T. |
| 257444 -               | 4188 P-L                 | 24 settembre 1960 | van Houten, C. J., van Houten-Groeneveld, I., Gehrels, T. |
| 257445 -               | 6010 P-L                 | 24 settembre 1960 | van Houten, C. J., van Houten-Groeneveld, I., Gehrels, T. |
| 257446 -               | 6251 P-L                 | 24 settembre 1960 | van Houten, C. J., van Houten-Groeneveld, I., Gehrels, T. |
| 257447 -               | 1037 T-2                 | 29 settembre 1973 | van Houten, C. J., van Houten-Groeneveld, I., Gehrels, T. |
| 257448 -               | 2236 T-2                 | 29 settembre 1973 | van Houten, C. J., van Houten-Groeneveld, I., Gehrels, T. |
| 257449 -               | 4219 T-2                 | 29 settembre 1973 | van Houten, C. J., van Houten-Groeneveld, I., Gehrels, T. |
| 257450 -               | 2005 T-3                 | 16 ottobre 1977   | van Houten, C. J., van Houten-Groeneveld, I., Gehrels, T. |
| 257451 -               | 2138 T-3                 | 16 ottobre 1977   | van Houten, C. J., van Houten-Groeneveld, I., Gehrels, T. |
| 257452 -               | 2408 T-3                 | 16 ottobre 1977   | van Houten, C. J., van Houten-Groeneveld, I., Gehrels, T. |
| 257453 -               | 4003 T-3                 | 16 ottobre 1977   | van Houten, C. J., van Houten-Groeneveld, I., Gehrels, T. |
| 257454 -               | 4154 T-3                 | 16 ottobre 1977   | van Houten, C. J., van Houten-Groeneveld, I., Gehrels, T. |
| 257455 -               | 4311 T-3                 | 16 ottobre 1977   | van Houten, C. J., van Houten-Groeneveld, I., Gehrels, T. |
| 257456 -               | 1981 DA3                 | 28 febbraio 1981  | Bus, S. J.                                                |
| 257457 -               | 1981 EG33                | 1 marzo 1981      | Bus, S. J.                                                |
| 257458 -               | 1981 EV36                | 7 marzo 1981      | Bus, S. J.                                                |
| 257459 -               | 1981 EA37                | 7 marzo 1981      | Bus, S. J.                                                |
| 257460 -               | 1981 ES37                | 1 marzo 1981      | Bus, S. J.                                                |
| 257461 -               | 1990 UT2                 | 18 ottobre 1990   | Spacewatch                                                |
| 257462 -               | 1992 UE7                 | 18 ottobre 1992   | Spacewatch                                                |
| 257463 -               | 1992 WW6                 | 19 novembre 1992  | Spacewatch                                                |
| 257464 -               | 1993 FC26                | 21 marzo 1993     | UESAC                                                     |
| 257465 -               | 1993 OE6                 | 20 luglio 1993    | Elst, E. W.                                               |
| 257466 -               | 1993 TX5                 | 9 ottobre 1993    | Spacewatch                                                |
| 257467 -               | 1993 TU41                | 9 ottobre 1993    | Elst, E. W.                                               |
| 257468 -               | 1994 CU3                 | 10 febbraio 1994  | Spacewatch                                                |
| 257469 -               | 1994 CG7                 | 15 febbraio 1994  | Spacewatch                                                |
| 257470 -               | 1994 RE8                 | 12 settembre 1994 | Spacewatch                                                |
| 257471 -               | 1994 SA                  | 27 settembre 1994 | Spacewatch                                                |
| 257472 -               | 1994 SX2                 | 28 settembre 1994 | Spacewatch                                                |
| 257473 -               | 1994 SC4                 | 28 settembre 1994 | Spacewatch                                                |
| 257474 -               | 1994 WF8                 | 28 novembre 1994  | Spacewatch                                                |
| 257475 -               | 1995 DP5                 | 22 febbraio 1995  | Spacewatch                                                |
| 257476 -               | 1995 FE3                 | 23 marzo 1995     | Spacewatch                                                |
| 257477 -               | 1995 FG3                 | 23 marzo 1995     | Spacewatch                                                |
| 257478 -               | 1995 HJ3                 | 26 aprile 1995    | Spacewatch                                                |
| 257479 -               | 1995 MD6                 | 24 giugno 1995    | Spacewatch                                                |
| 257480 -               | 1995 NR                  | 1 luglio 1995     | Spacewatch                                                |
| 257481 -               | 1995 OX3                 | 22 luglio 1995    | Spacewatch                                                |
| 257482 -               | 1995 OW10                | 27 luglio 1995    | Spacewatch                                                |
| 257483 -               | 1995 OD11                | 27 luglio 1995    | Spacewatch                                                |
| 257484 -               | 1995 QW13                | 25 agosto 1995    | Spacewatch                                                |
| 257485 -               | 1995 SD23                | 19 settembre 1995 | Spacewatch                                                |
| 257486 -               | 1995 SC24                | 19 settembre 1995 | Spacewatch                                                |
| 257487 -               | 1995 SQ24                | 19 settembre 1995 | Spacewatch                                                |
| 257488 -               | 1995 SD27                | 19 settembre 1995 | Spacewatch                                                |
| 257489 -               | 1995 UY12                | 17 ottobre 1995   | Spacewatch                                                |
| 257490 -               | 1995 UT17                | 18 ottobre 1995   | Spacewatch                                                |
| 257491 -               | 1995 UK38                | 22 ottobre 1995   | Spacewatch                                                |
| 257492 -               | 1995 UM54                | 17 ottobre 1995   | Spacewatch                                                |
| 257493 -               | 1995 UY58                | 18 ottobre 1995   | Spacewatch                                                |
| 257494 -               | 1995 UB66                | 17 ottobre 1995   | Spacewatch                                                |
| 257495 -               | 1995 UE67                | 18 ottobre 1995   | Spacewatch                                                |
| 257496 -               | 1995 VQ9                 | 15 novembre 1995  | Spacewatch                                                |
| 257497 -               | 1995 VL13                | 15 novembre 1995  | Spacewatch                                                |
| 257498 -               | 1995 WO14                | 17 novembre 1995  | Spacewatch                                                |
| 257499 -               | 1995 WX22                | 18 novembre 1995  | Spacewatch                                                |
| 257500 -               | 1995 WL29                | 19 novembre 1995  | Spacewatch                                                |

## 257501-257600
| Nome             | Designazione provvisoria | Data di scoperta  | Scopritore                           |
| ---------------- | ------------------------ | ----------------- | ------------------------------------ |
| 257501 -         | 1995 YS5                 | 16 dicembre 1995  | Spacewatch                           |
| 257502 -         | 1996 AQ10                | 13 gennaio 1996   | Spacewatch                           |
| 257503 -         | 1996 BQ11                | 24 gennaio 1996   | Spacewatch                           |
| 257504 -         | 1996 GZ5                 | 11 aprile 1996    | Spacewatch                           |
| 257505 -         | 1996 RH33                | 15 settembre 1996 | Uppsala-DLR Trojan Survey            |
| 257506 -         | 1996 SN7                 | 23 settembre 1996 | Comba, P. G.                         |
| 257507 -         | 1996 TG35                | 11 ottobre 1996   | Spacewatch                           |
| 257508 -         | 1996 VJ16                | 5 novembre 1996   | Spacewatch                           |
| 257509 -         | 1996 VC18                | 6 novembre 1996   | Spacewatch                           |
| 257510 -         | 1996 VD33                | 5 novembre 1996   | Spacewatch                           |
| 257511 -         | 1996 XY35                | 12 dicembre 1996  | Spacewatch                           |
| 257512 -         | 1997 AS14                | 12 gennaio 1997   | NEAT                                 |
| 257513 -         | 1997 AJ24                | 15 gennaio 1997   | Boattini, A., Di Paola, A.           |
| 257514 -         | 1997 CL4                 | 3 febbraio 1997   | Galád, A., Pravda, A.                |
| 257515 Zapperudi | 1997 CD6                 | 6 febbraio 1997   | Linz                                 |
| 257516 -         | 1997 CO25                | 13 febbraio 1997  | Spacewatch                           |
| 257517 -         | 1997 EZ42                | 10 marzo 1997     | LINEAR                               |
| 257518 -         | 1997 GL25                | 8 aprile 1997     | Spacewatch                           |
| 257519 -         | 1997 KV3                 | 29 maggio 1997    | Spacewatch                           |
| 257520 -         | 1997 ML                  | 26 giugno 1997    | Spacewatch                           |
| 257521 -         | 1997 MX5                 | 26 giugno 1997    | Spacewatch                           |
| 257522 -         | 1997 RH9                 | 11 settembre 1997 | Kolény, P., Kornoš, L.               |
| 257523 -         | 1997 SH11                | 30 settembre 1997 | Comba, P. G.                         |
| 257524 -         | 1997 SC13                | 28 settembre 1997 | Spacewatch                           |
| 257525 -         | 1997 SJ14                | 28 settembre 1997 | Spacewatch                           |
| 257526 -         | 1997 SM27                | 30 settembre 1997 | Spacewatch                           |
| 257527 -         | 1997 TY23                | 11 ottobre 1997   | Spacewatch                           |
| 257528 -         | 1997 UY22                | 25 ottobre 1997   | Skiff, B. A.                         |
| 257529 -         | 1997 WA14                | 22 novembre 1997  | Spacewatch                           |
| 257530 -         | 1997 YO17                | 31 dicembre 1997  | Spacewatch                           |
| 257531 -         | 1998 BL18                | 23 gennaio 1998   | Spacewatch                           |
| 257532 -         | 1998 BN18                | 23 gennaio 1998   | Spacewatch                           |
| 257533 Iquique   | 1998 CN4                 | 6 febbraio 1998   | Elst, E. W.                          |
| 257534 -         | 1998 DL12                | 23 febbraio 1998  | Spacewatch                           |
| 257535 -         | 1998 DG13                | 23 febbraio 1998  | NEAT                                 |
| 257536 -         | 1998 EU3                 | 2 marzo 1998      | Kobayashi, T.                        |
| 257537 -         | 1998 FH38                | 20 marzo 1998     | LINEAR                               |
| 257538 -         | 1998 FO148               | 20 marzo 1998     | Spacewatch                           |
| 257539 -         | 1998 HP                  | 17 aprile 1998    | Spacewatch                           |
| 257540 -         | 1998 HV26                | 21 aprile 1998    | Spacewatch                           |
| 257541 -         | 1998 HQ56                | 21 aprile 1998    | LINEAR                               |
| 257542 -         | 1998 MW1                 | 20 giugno 1998    | Spacewatch                           |
| 257543 -         | 1998 MS16                | 27 giugno 1998    | Spacewatch                           |
| 257544 -         | 1998 QU4                 | 22 agosto 1998    | Beijing Schmidt CCD Asteroid Program |
| 257545 -         | 1998 RS12                | 14 settembre 1998 | Spacewatch                           |
| 257546 -         | 1998 RH21                | 15 settembre 1998 | Spacewatch                           |
| 257547 -         | 1998 SO19                | 20 settembre 1998 | Spacewatch                           |
| 257548 -         | 1998 SV40                | 25 settembre 1998 | Spacewatch                           |
| 257549 -         | 1998 SX40                | 25 settembre 1998 | Spacewatch                           |
| 257550 -         | 1998 SV43                | 26 settembre 1998 | Beijing Schmidt CCD Asteroid Program |
| 257551 -         | 1998 SB48                | 26 settembre 1998 | Spacewatch                           |
| 257552 -         | 1998 SY50                | 26 settembre 1998 | Spacewatch                           |
| 257553 -         | 1998 SF69                | 19 settembre 1998 | LINEAR                               |
| 257554 -         | 1998 SO81                | 26 settembre 1998 | LINEAR                               |
| 257555 -         | 1998 SM104               | 26 settembre 1998 | LINEAR                               |
| 257556 -         | 1998 SF174               | 19 settembre 1998 | Sloan Digital Sky Survey             |
| 257557 -         | 1998 TO8                 | 12 ottobre 1998   | Spacewatch                           |
| 257558 -         | 1998 TM16                | 12 ottobre 1998   | ODAS                                 |
| 257559 -         | 1998 TL19                | 15 ottobre 1998   | Beijing Schmidt CCD Asteroid Program |
| 257560 -         | 1998 TP25                | 14 ottobre 1998   | Spacewatch                           |
| 257561 -         | 1998 TS25                | 14 ottobre 1998   | Spacewatch                           |
| 257562 -         | 1998 TT35                | 15 ottobre 1998   | Spacewatch                           |
| 257563 -         | 1998 UA2                 | 19 ottobre 1998   | ODAS                                 |
| 257564 -         | 1998 UJ34                | 28 ottobre 1998   | LINEAR                               |
| 257565 -         | 1998 UH49                | 18 ottobre 1998   | LONEOS                               |
| 257566 -         | 1998 WP37                | 21 novembre 1998  | Spacewatch                           |
| 257567 -         | 1998 XU6                 | 8 dicembre 1998   | Spacewatch                           |
| 257568 -         | 1998 YP13                | 19 dicembre 1998  | Spacewatch                           |
| 257569 -         | 1998 YU15                | 22 dicembre 1998  | Spacewatch                           |
| 257570 -         | 1998 YT16                | 22 dicembre 1998  | Spacewatch                           |
| 257571 -         | 1998 YW20                | 26 dicembre 1998  | Spacewatch                           |
| 257572 -         | 1999 CP1                 | 7 febbraio 1999   | Kobayashi, T.                        |
| 257573 -         | 1999 CH4                 | 10 febbraio 1999  | Zoltowski, F. B.                     |
| 257574 -         | 1999 CP10                | 12 febbraio 1999  | LINEAR                               |
| 257575 -         | 1999 CR69                | 12 febbraio 1999  | LINEAR                               |
| 257576 -         | 1999 CN82                | 10 febbraio 1999  | LINEAR                               |
| 257577 -         | 1999 CE92                | 10 febbraio 1999  | LINEAR                               |
| 257578 -         | 1999 CS108               | 12 febbraio 1999  | LINEAR                               |
| 257579 -         | 1999 CZ156               | 8 febbraio 1999   | Spacewatch                           |
| 257580 -         | 1999 DB9                 | 18 febbraio 1999  | LINEAR                               |
| 257581 -         | 1999 FE8                 | 20 marzo 1999     | LINEAR                               |
| 257582 -         | 1999 FR70                | 20 marzo 1999     | Sloan Digital Sky Survey             |
| 257583 -         | 1999 GZ54                | 6 aprile 1999     | Spacewatch                           |
| 257584 -         | 1999 JZ35                | 10 maggio 1999    | LINEAR                               |
| 257585 -         | 1999 JQ36                | 10 maggio 1999    | LINEAR                               |
| 257586 -         | 1999 JK39                | 10 maggio 1999    | LINEAR                               |
| 257587 -         | 1999 JR50                | 10 maggio 1999    | LINEAR                               |
| 257588 -         | 1999 JF73                | 12 maggio 1999    | LINEAR                               |
| 257589 -         | 1999 JV116               | 13 maggio 1999    | LINEAR                               |
| 257590 -         | 1999 KY13                | 18 maggio 1999    | LINEAR                               |
| 257591 -         | 1999 RM4                 | 3 settembre 1999  | Spacewatch                           |
| 257592 -         | 1999 RW8                 | 4 settembre 1999  | Spacewatch                           |
| 257593 -         | 1999 RZ13                | 7 settembre 1999  | LINEAR                               |
| 257594 -         | 1999 RA31                | 8 settembre 1999  | LINEAR                               |
| 257595 -         | 1999 RT40                | 7 settembre 1999  | LINEAR                               |
| 257596 -         | 1999 RT45                | 8 settembre 1999  | Pauwels, T.                          |
| 257597 -         | 1999 RH66                | 7 settembre 1999  | LINEAR                               |
| 257598 -         | 1999 RQ66                | 7 settembre 1999  | LINEAR                               |
| 257599 -         | 1999 RN67                | 7 settembre 1999  | LINEAR                               |
| 257600 -         | 1999 RT75                | 7 settembre 1999  | LINEAR                               |

## 257601-257700
| Nome     | Designazione provvisoria | Data di scoperta  | Scopritore   |
| -------- | ------------------------ | ----------------- | ------------ |
| 257601 - | 1999 RH85                | 7 settembre 1999  | LINEAR       |
| 257602 - | 1999 RE103               | 8 settembre 1999  | LINEAR       |
| 257603 - | 1999 RN107               | 8 settembre 1999  | LINEAR       |
| 257604 - | 1999 RP171               | 9 settembre 1999  | LINEAR       |
| 257605 - | 1999 RS200               | 8 settembre 1999  | LINEAR       |
| 257606 - | 1999 RJ206               | 8 settembre 1999  | LINEAR       |
| 257607 - | 1999 RB208               | 8 settembre 1999  | LINEAR       |
| 257608 - | 1999 RM213               | 13 settembre 1999 | Bickel, W.   |
| 257609 - | 1999 RQ214               | 12 settembre 1999 | Bickel, W.   |
| 257610 - | 1999 RM215               | 3 settembre 1999  | LINEAR       |
| 257611 - | 1999 SC1                 | 16 settembre 1999 | Spacewatch   |
| 257612 - | 1999 SH3                 | 22 settembre 1999 | LINEAR       |
| 257613 - | 1999 SV13                | 29 settembre 1999 | CSS          |
| 257614 - | 1999 TF53                | 1 ottobre 1999    | Spacewatch   |
| 257615 - | 1999 TJ71                | 9 ottobre 1999    | Spacewatch   |
| 257616 - | 1999 TL71                | 9 ottobre 1999    | Spacewatch   |
| 257617 - | 1999 TG73                | 10 ottobre 1999   | Spacewatch   |
| 257618 - | 1999 TJ73                | 10 ottobre 1999   | Spacewatch   |
| 257619 - | 1999 TD74                | 10 ottobre 1999   | Spacewatch   |
| 257620 - | 1999 TN75                | 10 ottobre 1999   | Spacewatch   |
| 257621 - | 1999 TR120               | 4 ottobre 1999    | LINEAR       |
| 257622 - | 1999 TG126               | 4 ottobre 1999    | LINEAR       |
| 257623 - | 1999 TG135               | 15 ottobre 1999   | LINEAR       |
| 257624 - | 1999 TU137               | 6 ottobre 1999    | LINEAR       |
| 257625 - | 1999 TC138               | 6 ottobre 1999    | LINEAR       |
| 257626 - | 1999 TF140               | 6 ottobre 1999    | LINEAR       |
| 257627 - | 1999 TW165               | 10 ottobre 1999   | LINEAR       |
| 257628 - | 1999 TG168               | 10 ottobre 1999   | LINEAR       |
| 257629 - | 1999 TK169               | 10 ottobre 1999   | LINEAR       |
| 257630 - | 1999 TJ174               | 10 ottobre 1999   | LINEAR       |
| 257631 - | 1999 TK175               | 10 ottobre 1999   | LINEAR       |
| 257632 - | 1999 TA177               | 10 ottobre 1999   | LINEAR       |
| 257633 - | 1999 TV204               | 13 ottobre 1999   | LINEAR       |
| 257634 - | 1999 TJ217               | 15 ottobre 1999   | LINEAR       |
| 257635 - | 1999 TM218               | 15 ottobre 1999   | LINEAR       |
| 257636 - | 1999 TQ233               | 3 ottobre 1999    | Spacewatch   |
| 257637 - | 1999 TW241               | 4 ottobre 1999    | CSS          |
| 257638 - | 1999 TQ244               | 7 ottobre 1999    | CSS          |
| 257639 - | 1999 TK252               | 13 ottobre 1999   | LINEAR       |
| 257640 - | 1999 TS261               | 13 ottobre 1999   | LINEAR       |
| 257641 - | 1999 TX263               | 15 ottobre 1999   | Spacewatch   |
| 257642 - | 1999 TP265               | 3 ottobre 1999    | LINEAR       |
| 257643 - | 1999 TS282               | 9 ottobre 1999    | LINEAR       |
| 257644 - | 1999 TG290               | 10 ottobre 1999   | LINEAR       |
| 257645 - | 1999 TT292               | 12 ottobre 1999   | LINEAR       |
| 257646 - | 1999 TQ308               | 4 ottobre 1999    | Spacewatch   |
| 257647 - | 1999 TV317               | 12 ottobre 1999   | Spacewatch   |
| 257648 - | 1999 TY318               | 12 ottobre 1999   | Spacewatch   |
| 257649 - | 1999 TP319               | 9 ottobre 1999    | Spacewatch   |
| 257650 - | 1999 TL321               | 12 ottobre 1999   | Spacewatch   |
| 257651 - | 1999 UZ11                | 29 ottobre 1999   | Spacewatch   |
| 257652 - | 1999 UZ28                | 31 ottobre 1999   | Spacewatch   |
| 257653 - | 1999 UV31                | 31 ottobre 1999   | Spacewatch   |
| 257654 - | 1999 UT33                | 31 ottobre 1999   | Spacewatch   |
| 257655 - | 1999 UM36                | 16 ottobre 1999   | Spacewatch   |
| 257656 - | 1999 UY47                | 30 ottobre 1999   | CSS          |
| 257657 - | 1999 VE                  | 1 novembre 1999   | Olathe       |
| 257658 - | 1999 VJ29                | 3 novembre 1999   | LINEAR       |
| 257659 - | 1999 VE32                | 3 novembre 1999   | LINEAR       |
| 257660 - | 1999 VS39                | 11 novembre 1999  | Spacewatch   |
| 257661 - | 1999 VP40                | 1 novembre 1999   | Spacewatch   |
| 257662 - | 1999 VC43                | 4 novembre 1999   | Spacewatch   |
| 257663 - | 1999 VQ45                | 4 novembre 1999   | CSS          |
| 257664 - | 1999 VO46                | 3 novembre 1999   | LINEAR       |
| 257665 - | 1999 VA51                | 3 novembre 1999   | LINEAR       |
| 257666 - | 1999 VC62                | 4 novembre 1999   | LINEAR       |
| 257667 - | 1999 VL65                | 4 novembre 1999   | LINEAR       |
| 257668 - | 1999 VU70                | 4 novembre 1999   | LINEAR       |
| 257669 - | 1999 VV75                | 5 novembre 1999   | Spacewatch   |
| 257670 - | 1999 VC86                | 4 novembre 1999   | LINEAR       |
| 257671 - | 1999 VV103               | 9 novembre 1999   | LINEAR       |
| 257672 - | 1999 VJ104               | 9 novembre 1999   | LINEAR       |
| 257673 - | 1999 VK106               | 9 novembre 1999   | LINEAR       |
| 257674 - | 1999 VM122               | 4 novembre 1999   | Spacewatch   |
| 257675 - | 1999 VO122               | 4 novembre 1999   | Spacewatch   |
| 257676 - | 1999 VQ125               | 6 novembre 1999   | Spacewatch   |
| 257677 - | 1999 VY125               | 9 novembre 1999   | Spacewatch   |
| 257678 - | 1999 VV129               | 11 novembre 1999  | Spacewatch   |
| 257679 - | 1999 VJ132               | 9 novembre 1999   | Spacewatch   |
| 257680 - | 1999 VR134               | 10 novembre 1999  | Spacewatch   |
| 257681 - | 1999 VG136               | 9 novembre 1999   | LINEAR       |
| 257682 - | 1999 VC150               | 14 novembre 1999  | LINEAR       |
| 257683 - | 1999 VW150               | 14 novembre 1999  | LINEAR       |
| 257684 - | 1999 VT158               | 14 novembre 1999  | LINEAR       |
| 257685 - | 1999 VW164               | 14 novembre 1999  | LINEAR       |
| 257686 - | 1999 VS166               | 14 novembre 1999  | LINEAR       |
| 257687 - | 1999 VL182               | 9 novembre 1999   | LINEAR       |
| 257688 - | 1999 VW187               | 15 novembre 1999  | LINEAR       |
| 257689 - | 1999 VQ197               | 3 novembre 1999   | CSS          |
| 257690 - | 1999 VY205               | 12 novembre 1999  | LINEAR       |
| 257691 - | 1999 VC210               | 12 novembre 1999  | LINEAR       |
| 257692 - | 1999 WT8                 | 28 novembre 1999  | Sposetti, S. |
| 257693 - | 1999 WQ12                | 29 novembre 1999  | Spacewatch   |
| 257694 - | 1999 WU13                | 28 novembre 1999  | Spacewatch   |
| 257695 - | 1999 WY13                | 28 novembre 1999  | Spacewatch   |
| 257696 - | 1999 WV19                | 16 novembre 1999  | Spacewatch   |
| 257697 - | 1999 WC21                | 16 novembre 1999  | Spacewatch   |
| 257698 - | 1999 WO23                | 17 novembre 1999  | Spacewatch   |
| 257699 - | 1999 WR23                | 17 novembre 1999  | Spacewatch   |
| 257700 - | 1999 WW25                | 29 novembre 1999  | Spacewatch   |

## 257701-257800
| Nome     | Designazione provvisoria | Data di scoperta | Scopritore    |
| -------- | ------------------------ | ---------------- | ------------- |
| 257701 - | 1999 XK4                 | 4 dicembre 1999  | CSS           |
| 257702 - | 1999 XR20                | 5 dicembre 1999  | LINEAR        |
| 257703 - | 1999 XY43                | 7 dicembre 1999  | LINEAR        |
| 257704 - | 1999 XK45                | 7 dicembre 1999  | LINEAR        |
| 257705 - | 1999 XY50                | 7 dicembre 1999  | LINEAR        |
| 257706 - | 1999 XX62                | 7 dicembre 1999  | LINEAR        |
| 257707 - | 1999 XF80                | 7 dicembre 1999  | LINEAR        |
| 257708 - | 1999 XN80                | 7 dicembre 1999  | LINEAR        |
| 257709 - | 1999 XE112               | 7 dicembre 1999  | LINEAR        |
| 257710 - | 1999 XD115               | 12 dicembre 1999 | Comba, P. G.  |
| 257711 - | 1999 XH116               | 5 dicembre 1999  | CSS           |
| 257712 - | 1999 XG123               | 7 dicembre 1999  | CSS           |
| 257713 - | 1999 XL138               | 4 dicembre 1999  | Spacewatch    |
| 257714 - | 1999 XJ140               | 2 dicembre 1999  | Spacewatch    |
| 257715 - | 1999 XT141               | 10 dicembre 1999 | LINEAR        |
| 257716 - | 1999 XQ142               | 12 dicembre 1999 | LINEAR        |
| 257717 - | 1999 XZ149               | 8 dicembre 1999  | Spacewatch    |
| 257718 - | 1999 XY150               | 8 dicembre 1999  | Spacewatch    |
| 257719 - | 1999 XO154               | 8 dicembre 1999  | LINEAR        |
| 257720 - | 1999 XF217               | 13 dicembre 1999 | Spacewatch    |
| 257721 - | 1999 XP218               | 13 dicembre 1999 | Spacewatch    |
| 257722 - | 1999 XD219               | 15 dicembre 1999 | Spacewatch    |
| 257723 - | 1999 XE224               | 13 dicembre 1999 | Spacewatch    |
| 257724 - | 1999 XP226               | 14 dicembre 1999 | Spacewatch    |
| 257725 - | 1999 XE233               | 2 dicembre 1999  | LONEOS        |
| 257726 - | 1999 XB249               | 6 dicembre 1999  | LINEAR        |
| 257727 - | 1999 XU252               | 12 dicembre 1999 | Spacewatch    |
| 257728 - | 1999 XG258               | 8 dicembre 1999  | Spacewatch    |
| 257729 - | 1999 XC259               | 7 dicembre 1999  | LINEAR        |
| 257730 - | 1999 XM259               | 5 dicembre 1999  | Spacewatch    |
| 257731 - | 1999 YG5                 | 27 dicembre 1999 | Kobayashi, T. |
| 257732 - | 1999 YE6                 | 30 dicembre 1999 | LINEAR        |
| 257733 - | 1999 YH12                | 27 dicembre 1999 | Spacewatch    |
| 257734 - | 1999 YF21                | 30 dicembre 1999 | Veillet, C.   |
| 257735 - | 1999 YP26                | 30 dicembre 1999 | LINEAR        |
| 257736 - | 2000 AF43                | 5 gennaio 2000   | LINEAR        |
| 257737 - | 2000 AY48                | 5 gennaio 2000   | LINEAR        |
| 257738 - | 2000 AA49                | 5 gennaio 2000   | LINEAR        |
| 257739 - | 2000 AU54                | 4 gennaio 2000   | LINEAR        |
| 257740 - | 2000 AZ131               | 3 gennaio 2000   | LINEAR        |
| 257741 - | 2000 AE150               | 7 gennaio 2000   | LINEAR        |
| 257742 - | 2000 AE151               | 10 gennaio 2000  | Comba, P. G.  |
| 257743 - | 2000 AY183               | 7 gennaio 2000   | LINEAR        |
| 257744 - | 2000 AD205               | 8 gennaio 2000   | LONEOS        |
| 257745 - | 2000 AA209               | 4 gennaio 2000   | Spacewatch    |
| 257746 - | 2000 AC212               | 5 gennaio 2000   | Spacewatch    |
| 257747 - | 2000 AZ218               | 8 gennaio 2000   | Spacewatch    |
| 257748 - | 2000 AB221               | 8 gennaio 2000   | Spacewatch    |
| 257749 - | 2000 AT227               | 10 gennaio 2000  | Spacewatch    |
| 257750 - | 2000 BN                  | 24 gennaio 2000  | Korlević, K.  |
| 257751 - | 2000 BT1                 | 27 gennaio 2000  | Spacewatch    |
| 257752 - | 2000 BZ12                | 28 gennaio 2000  | Spacewatch    |
| 257753 - | 2000 BB14                | 28 gennaio 2000  | Kawasato, N.  |
| 257754 - | 2000 BP17                | 30 gennaio 2000  | LINEAR        |
| 257755 - | 2000 BY19                | 26 gennaio 2000  | Spacewatch    |
| 257756 - | 2000 BP21                | 29 gennaio 2000  | Spacewatch    |
| 257757 - | 2000 BG28                | 31 gennaio 2000  | LINEAR        |
| 257758 - | 2000 BJ28                | 31 gennaio 2000  | LINEAR        |
| 257759 - | 2000 BT31                | 27 gennaio 2000  | Spacewatch    |
| 257760 - | 2000 BA37                | 30 gennaio 2000  | Spacewatch    |
| 257761 - | 2000 BG37                | 26 gennaio 2000  | Spacewatch    |
| 257762 - | 2000 BV39                | 27 gennaio 2000  | Spacewatch    |
| 257763 - | 2000 BK50                | 16 gennaio 2000  | Spacewatch    |
| 257764 - | 2000 BD52                | 27 gennaio 2000  | Spacewatch    |
| 257765 - | 2000 CX33                | 4 febbraio 2000  | Korlević, K.  |
| 257766 - | 2000 CN41                | 2 febbraio 2000  | LINEAR        |
| 257767 - | 2000 CZ68                | 1 febbraio 2000  | Spacewatch    |
| 257768 - | 2000 CB74                | 7 febbraio 2000  | Spacewatch    |
| 257769 - | 2000 CV83                | 4 febbraio 2000  | LINEAR        |
| 257770 - | 2000 CA98                | 7 febbraio 2000  | Spacewatch    |
| 257771 - | 2000 CB99                | 8 febbraio 2000  | Spacewatch    |
| 257772 - | 2000 CN109               | 5 febbraio 2000  | Buie, M. W.   |
| 257773 - | 2000 CB111               | 6 febbraio 2000  | Buie, M. W.   |
| 257774 - | 2000 CT119               | 7 febbraio 2000  | Spacewatch    |
| 257775 - | 2000 CW129               | 3 febbraio 2000  | Spacewatch    |
| 257776 - | 2000 CT130               | 1 febbraio 2000  | Spacewatch    |
| 257777 - | 2000 CB137               | 4 febbraio 2000  | Spacewatch    |
| 257778 - | 2000 DN9                 | 26 febbraio 2000 | Spacewatch    |
| 257779 - | 2000 DL12                | 27 febbraio 2000 | Spacewatch    |
| 257780 - | 2000 DO23                | 29 febbraio 2000 | LINEAR        |
| 257781 - | 2000 DK28                | 29 febbraio 2000 | LINEAR        |
| 257782 - | 2000 DJ31                | 29 febbraio 2000 | LINEAR        |
| 257783 - | 2000 DJ41                | 29 febbraio 2000 | LINEAR        |
| 257784 - | 2000 DB43                | 29 febbraio 2000 | LINEAR        |
| 257785 - | 2000 DU49                | 29 febbraio 2000 | LINEAR        |
| 257786 - | 2000 DG59                | 29 febbraio 2000 | LINEAR        |
| 257787 - | 2000 DT64                | 29 febbraio 2000 | LINEAR        |
| 257788 - | 2000 DJ76                | 29 febbraio 2000 | LINEAR        |
| 257789 - | 2000 DA77                | 29 febbraio 2000 | LINEAR        |
| 257790 - | 2000 DV90                | 27 febbraio 2000 | Spacewatch    |
| 257791 - | 2000 DT105               | 29 febbraio 2000 | LINEAR        |
| 257792 - | 2000 EZ1                 | 3 marzo 2000     | LINEAR        |
| 257793 - | 2000 EV2                 | 3 marzo 2000     | LINEAR        |
| 257794 - | 2000 EB7                 | 3 marzo 2000     | Spacewatch    |
| 257795 - | 2000 EA13                | 4 marzo 2000     | LINEAR        |
| 257796 - | 2000 EQ21                | 4 marzo 2000     | LINEAR        |
| 257797 - | 2000 EX22                | 3 marzo 2000     | Spacewatch    |
| 257798 - | 2000 EN23                | 8 marzo 2000     | Spacewatch    |
| 257799 - | 2000 EG24                | 8 marzo 2000     | Spacewatch    |
| 257800 - | 2000 EO35                | 8 marzo 2000     | LINEAR        |

## 257801-257900
| Nome     | Designazione provvisoria | Data di scoperta  | Scopritore                  |
| -------- | ------------------------ | ----------------- | --------------------------- |
| 257801 - | 2000 EC66                | 10 marzo 2000     | LINEAR                      |
| 257802 - | 2000 EO71                | 9 marzo 2000      | Spacewatch                  |
| 257803 - | 2000 EC75                | 5 marzo 2000      | LINEAR                      |
| 257804 - | 2000 ED78                | 5 marzo 2000      | LINEAR                      |
| 257805 - | 2000 EO108               | 8 marzo 2000      | NEAT                        |
| 257806 - | 2000 EC138               | 11 marzo 2000     | LINEAR                      |
| 257807 - | 2000 EK139               | 11 marzo 2000     | LINEAR                      |
| 257808 - | 2000 EA165               | 3 marzo 2000      | LINEAR                      |
| 257809 - | 2000 FB5                 | 27 marzo 2000     | Spacewatch                  |
| 257810 - | 2000 FX12                | 29 marzo 2000     | LINEAR                      |
| 257811 - | 2000 FZ18                | 29 marzo 2000     | LINEAR                      |
| 257812 - | 2000 FC21                | 29 marzo 2000     | LINEAR                      |
| 257813 - | 2000 FU25                | 27 marzo 2000     | LONEOS                      |
| 257814 - | 2000 FP41                | 29 marzo 2000     | LINEAR                      |
| 257815 - | 2000 GQ23                | 5 aprile 2000     | LINEAR                      |
| 257816 - | 2000 GP27                | 5 aprile 2000     | LINEAR                      |
| 257817 - | 2000 GS36                | 5 aprile 2000     | LINEAR                      |
| 257818 - | 2000 GB42                | 5 aprile 2000     | LINEAR                      |
| 257819 - | 2000 GJ51                | 5 aprile 2000     | LINEAR                      |
| 257820 - | 2000 GU84                | 3 aprile 2000     | LINEAR                      |
| 257821 - | 2000 GB122               | 6 aprile 2000     | Spacewatch                  |
| 257822 - | 2000 GC132               | 10 aprile 2000    | Spacewatch                  |
| 257823 - | 2000 GN143               | 7 aprile 2000     | LONEOS                      |
| 257824 - | 2000 GA144               | 6 aprile 2000     | Spacewatch                  |
| 257825 - | 2000 GR151               | 5 aprile 2000     | LINEAR                      |
| 257826 - | 2000 GQ155               | 6 aprile 2000     | LONEOS                      |
| 257827 - | 2000 GY168               | 4 aprile 2000     | LINEAR                      |
| 257828 - | 2000 GW177               | 4 aprile 2000     | LINEAR                      |
| 257829 - | 2000 GK183               | 3 aprile 2000     | Spacewatch                  |
| 257830 - | 2000 HX13                | 28 aprile 2000    | LINEAR                      |
| 257831 - | 2000 HC23                | 30 aprile 2000    | LINEAR                      |
| 257832 - | 2000 HM54                | 29 aprile 2000    | LINEAR                      |
| 257833 - | 2000 HR105               | 24 aprile 2000    | LONEOS                      |
| 257834 - | 2000 JW2                 | 3 maggio 2000     | LINEAR                      |
| 257835 - | 2000 JR18                | 3 maggio 2000     | LINEAR                      |
| 257836 - | 2000 JQ34                | 7 maggio 2000     | LINEAR                      |
| 257837 - | 2000 JS44                | 7 maggio 2000     | LINEAR                      |
| 257838 - | 2000 JQ66                | 11 maggio 2000    | LINEAR                      |
| 257839 - | 2000 JQ90                | 4 maggio 2000     | Sloan Digital Sky Survey    |
| 257840 - | 2000 KY6                 | 27 maggio 2000    | LINEAR                      |
| 257841 - | 2000 KB11                | 28 maggio 2000    | LINEAR                      |
| 257842 - | 2000 KO37                | 24 maggio 2000    | Spacewatch                  |
| 257843 - | 2000 KR43                | 28 maggio 2000    | Spacewatch                  |
| 257844 - | 2000 KQ44                | 31 maggio 2000    | Kušnirák, P., Pravec, P.    |
| 257845 - | 2000 KK59                | 25 maggio 2000    | Spacewatch                  |
| 257846 - | 2000 LK22                | 6 giugno 2000     | Spacewatch                  |
| 257847 - | 2000 LE34                | 3 giugno 2000     | Spacewatch                  |
| 257848 - | 2000 MJ                  | 24 giugno 2000    | Zoltowski, F. B.            |
| 257849 - | 2000 NH                  | 2 luglio 2000     | Spacewatch                  |
| 257850 - | 2000 NZ6                 | 4 luglio 2000     | Spacewatch                  |
| 257851 - | 2000 OA13                | 23 luglio 2000    | LINEAR                      |
| 257852 - | 2000 OF36                | 24 luglio 2000    | LINEAR                      |
| 257853 - | 2000 OH54                | 29 luglio 2000    | LONEOS                      |
| 257854 - | 2000 PG8                 | 4 agosto 2000     | LINEAR                      |
| 257855 - | 2000 QR136               | 29 agosto 2000    | LINEAR                      |
| 257856 - | 2000 QN148               | 27 agosto 2000    | Uppsala-DLR Asteroid Survey |
| 257857 - | 2000 QV156               | 31 agosto 2000    | LINEAR                      |
| 257858 - | 2000 QK178               | 31 agosto 2000    | LINEAR                      |
| 257859 - | 2000 QB186               | 26 agosto 2000    | LINEAR                      |
| 257860 - | 2000 QE230               | 31 agosto 2000    | LINEAR                      |
| 257861 - | 2000 QD242               | 27 agosto 2000    | Buie, M. W.                 |
| 257862 - | 2000 QC248               | 28 agosto 2000    | Buie, M. W.                 |
| 257863 - | 2000 RM14                | 1 settembre 2000  | LINEAR                      |
| 257864 - | 2000 RQ69                | 2 settembre 2000  | LINEAR                      |
| 257865 - | 2000 RN84                | 2 settembre 2000  | LONEOS                      |
| 257866 - | 2000 SF15                | 23 settembre 2000 | LINEAR                      |
| 257867 - | 2000 SY27                | 23 settembre 2000 | LINEAR                      |
| 257868 - | 2000 SH30                | 24 settembre 2000 | LINEAR                      |
| 257869 - | 2000 SD32                | 24 settembre 2000 | LINEAR                      |
| 257870 - | 2000 SY34                | 24 settembre 2000 | LINEAR                      |
| 257871 - | 2000 SX44                | 26 settembre 2000 | Kušnirák, P.                |
| 257872 - | 2000 SY52                | 24 settembre 2000 | LINEAR                      |
| 257873 - | 2000 SP60                | 24 settembre 2000 | LINEAR                      |
| 257874 - | 2000 SK93                | 23 settembre 2000 | LINEAR                      |
| 257875 - | 2000 SL97                | 23 settembre 2000 | LINEAR                      |
| 257876 - | 2000 SH131               | 22 settembre 2000 | LINEAR                      |
| 257877 - | 2000 SF136               | 23 settembre 2000 | LINEAR                      |
| 257878 - | 2000 SM143               | 23 settembre 2000 | LINEAR                      |
| 257879 - | 2000 SJ153               | 24 settembre 2000 | LINEAR                      |
| 257880 - | 2000 SV157               | 27 settembre 2000 | LINEAR                      |
| 257881 - | 2000 SE158               | 27 settembre 2000 | LINEAR                      |
| 257882 - | 2000 SK192               | 24 settembre 2000 | LINEAR                      |
| 257883 - | 2000 SM214               | 26 settembre 2000 | LINEAR                      |
| 257884 - | 2000 SA228               | 28 settembre 2000 | LINEAR                      |
| 257885 - | 2000 SU256               | 24 settembre 2000 | LINEAR                      |
| 257886 - | 2000 SC263               | 25 settembre 2000 | LINEAR                      |
| 257887 - | 2000 SU282               | 23 settembre 2000 | LINEAR                      |
| 257888 - | 2000 SY290               | 27 settembre 2000 | LINEAR                      |
| 257889 - | 2000 SD292               | 27 settembre 2000 | LINEAR                      |
| 257890 - | 2000 SE292               | 27 settembre 2000 | LINEAR                      |
| 257891 - | 2000 SJ315               | 28 settembre 2000 | LINEAR                      |
| 257892 - | 2000 SK339               | 25 settembre 2000 | NEAT                        |
| 257893 - | 2000 SN340               | 24 settembre 2000 | LINEAR                      |
| 257894 - | 2000 SF351               | 29 settembre 2000 | LONEOS                      |
| 257895 - | 2000 SL370               | 24 settembre 2000 | LONEOS                      |
| 257896 - | 2000 TL3                 | 1 ottobre 2000    | LINEAR                      |
| 257897 - | 2000 TW3                 | 1 ottobre 2000    | LINEAR                      |
| 257898 - | 2000 TX23                | 2 ottobre 2000    | LINEAR                      |
| 257899 - | 2000 TR27                | 3 ottobre 2000    | LINEAR                      |
| 257900 - | 2000 TZ33                | 4 ottobre 2000    | Bickel, W.                  |

## 257901-258000
| Nome     | Designazione provvisoria | Data di scoperta | Scopritore       |
| -------- | ------------------------ | ---------------- | ---------------- |
| 257901 - | 2000 TC37                | 1 ottobre 2000   | LINEAR           |
| 257902 - | 2000 TS41                | 1 ottobre 2000   | LINEAR           |
| 257903 - | 2000 TM54                | 1 ottobre 2000   | LINEAR           |
| 257904 - | 2000 UZ19                | 24 ottobre 2000  | LINEAR           |
| 257905 - | 2000 UP55                | 24 ottobre 2000  | LINEAR           |
| 257906 - | 2000 UD67                | 25 ottobre 2000  | LINEAR           |
| 257907 - | 2000 UY75                | 24 ottobre 2000  | LINEAR           |
| 257908 - | 2000 UB84                | 31 ottobre 2000  | LINEAR           |
| 257909 - | 2000 UQ97                | 25 ottobre 2000  | LINEAR           |
| 257910 - | 2000 UV105               | 29 ottobre 2000  | LINEAR           |
| 257911 - | 2000 VV1                 | 1 novembre 2000  | LINEAR           |
| 257912 - | 2000 VF9                 | 1 novembre 2000  | LINEAR           |
| 257913 - | 2000 VZ12                | 1 novembre 2000  | LINEAR           |
| 257914 - | 2000 VX21                | 1 novembre 2000  | LINEAR           |
| 257915 - | 2000 VU48                | 2 novembre 2000  | LINEAR           |
| 257916 - | 2000 VC56                | 3 novembre 2000  | LINEAR           |
| 257917 - | 2000 VN62                | 3 novembre 2000  | LINEAR           |
| 257918 - | 2000 WR                  | 16 novembre 2000 | LINEAR           |
| 257919 - | 2000 WZ12                | 20 novembre 2000 | LINEAR           |
| 257920 - | 2000 WT27                | 25 novembre 2000 | Spacewatch       |
| 257921 - | 2000 WA29                | 26 novembre 2000 | LINEAR           |
| 257922 - | 2000 WK30                | 20 novembre 2000 | LINEAR           |
| 257923 - | 2000 WS39                | 20 novembre 2000 | LINEAR           |
| 257924 - | 2000 WH68                | 29 novembre 2000 | Spacewatch       |
| 257925 - | 2000 WK68                | 29 novembre 2000 | NEAT             |
| 257926 - | 2000 WY72                | 20 novembre 2000 | LINEAR           |
| 257927 - | 2000 WV76                | 20 novembre 2000 | LINEAR           |
| 257928 - | 2000 WL96                | 21 novembre 2000 | LINEAR           |
| 257929 - | 2000 WR128               | 18 novembre 2000 | Spacewatch       |
| 257930 - | 2000 WE134               | 19 novembre 2000 | LINEAR           |
| 257931 - | 2000 WZ152               | 29 novembre 2000 | LINEAR           |
| 257932 - | 2000 WH156               | 30 novembre 2000 | LINEAR           |
| 257933 - | 2000 WB160               | 20 novembre 2000 | LONEOS           |
| 257934 - | 2000 WC176               | 26 novembre 2000 | Spacewatch       |
| 257935 - | 2000 WK182               | 25 novembre 2000 | LINEAR           |
| 257936 - | 2000 WL182               | 26 novembre 2000 | LONEOS           |
| 257937 - | 2000 WC184               | 30 novembre 2000 | LONEOS           |
| 257938 - | 2000 WS184               | 30 novembre 2000 | Spacewatch       |
| 257939 - | 2000 WZ184               | 29 novembre 2000 | LINEAR           |
| 257940 - | 2000 WL185               | 29 novembre 2000 | LINEAR           |
| 257941 - | 2000 XB2                 | 1 dicembre 2000  | LINEAR           |
| 257942 - | 2000 XN15                | 4 dicembre 2000  | Comba, P. G.     |
| 257943 - | 2000 XL26                | 4 dicembre 2000  | LINEAR           |
| 257944 - | 2000 XQ53                | 14 dicembre 2000 | Bohyunsan        |
| 257945 - | 2000 YC12                | 22 dicembre 2000 | Kušnirák, P.     |
| 257946 - | 2000 YJ15                | 23 dicembre 2000 | Spacewatch       |
| 257947 - | 2000 YT27                | 30 dicembre 2000 | Spacewatch       |
| 257948 - | 2000 YJ28                | 26 dicembre 2000 | NEAT             |
| 257949 - | 2000 YX50                | 30 dicembre 2000 | LINEAR           |
| 257950 - | 2000 YV57                | 30 dicembre 2000 | LINEAR           |
| 257951 - | 2000 YP111               | 30 dicembre 2000 | LINEAR           |
| 257952 - | 2000 YK113               | 30 dicembre 2000 | LINEAR           |
| 257953 - | 2000 YN119               | 17 dicembre 2000 | Spacewatch       |
| 257954 - | 2000 YY141               | 20 dicembre 2000 | Deep Lens Survey |
| 257955 - | 2001 AW9                 | 2 gennaio 2001   | LINEAR           |
| 257956 - | 2001 AR41                | 3 gennaio 2001   | LINEAR           |
| 257957 - | 2001 AY45                | 7 gennaio 2001   | LINEAR           |
| 257958 - | 2001 AQ51                | 15 gennaio 2001  | Spacewatch       |
| 257959 - | 2001 BS6                 | 19 gennaio 2001  | LINEAR           |
| 257960 - | 2001 BY12                | 18 gennaio 2001  | LINEAR           |
| 257961 - | 2001 BZ31                | 20 gennaio 2001  | LINEAR           |
| 257962 - | 2001 BN51                | 16 gennaio 2001  | Spacewatch       |
| 257963 - | 2001 BV55                | 19 gennaio 2001  | LINEAR           |
| 257964 - | 2001 BD61                | 30 gennaio 2001  | Junk Bond        |
| 257965 - | 2001 BK75                | 26 gennaio 2001  | Spacewatch       |
| 257966 - | 2001 CC2                 | 1 febbraio 2001  | LINEAR           |
| 257967 - | 2001 CZ10                | 1 febbraio 2001  | LINEAR           |
| 257968 - | 2001 CK17                | 1 febbraio 2001  | LINEAR           |
| 257969 - | 2001 CC25                | 1 febbraio 2001  | LINEAR           |
| 257970 - | 2001 CS31                | 5 febbraio 2001  | LINEAR           |
| 257971 - | 2001 CV34                | 13 febbraio 2001 | LINEAR           |
| 257972 - | 2001 CR35                | 13 febbraio 2001 | LINEAR           |
| 257973 - | 2001 CT36                | 13 febbraio 2001 | Spacewatch       |
| 257974 - | 2001 CA38                | 15 febbraio 2001 | LINEAR           |
| 257975 - | 2001 CQ40                | 15 febbraio 2001 | LINEAR           |
| 257976 - | 2001 CT47                | 12 febbraio 2001 | LONEOS           |
| 257977 - | 2001 CD48                | 15 febbraio 2001 | LINEAR           |
| 257978 - | 2001 CR48                | 13 febbraio 2001 | Spacewatch       |
| 257979 - | 2001 DA6                 | 16 febbraio 2001 | LINEAR           |
| 257980 - | 2001 DA17                | 16 febbraio 2001 | LINEAR           |
| 257981 - | 2001 DM19                | 16 febbraio 2001 | LINEAR           |
| 257982 - | 2001 DD20                | 16 febbraio 2001 | LINEAR           |
| 257983 - | 2001 DZ22                | 17 febbraio 2001 | LINEAR           |
| 257984 - | 2001 DS33                | 17 febbraio 2001 | LINEAR           |
| 257985 - | 2001 DC59                | 18 febbraio 2001 | Dillon, W. G.    |
| 257986 - | 2001 DS69                | 19 febbraio 2001 | LINEAR           |
| 257987 - | 2001 DY77                | 22 febbraio 2001 | Spacewatch       |
| 257988 - | 2001 DM80                | 20 febbraio 2001 | NEAT             |
| 257989 - | 2001 DR81                | 21 febbraio 2001 | Spacewatch       |
| 257990 - | 2001 DV81                | 21 febbraio 2001 | Spacewatch       |
| 257991 - | 2001 DB82                | 22 febbraio 2001 | Spacewatch       |
| 257992 - | 2001 DJ96                | 17 febbraio 2001 | LINEAR           |
| 257993 - | 2001 DO99                | 17 febbraio 2001 | LINEAR           |
| 257994 - | 2001 DB109               | 18 febbraio 2001 | NEAT             |
| 257995 - | 2001 EV1                 | 1 marzo 2001     | LINEAR           |
| 257996 - | 2001 ES4                 | 2 marzo 2001     | LONEOS           |
| 257997 - | 2001 EU7                 | 2 marzo 2001     | LONEOS           |
| 257998 - | 2001 EO8                 | 2 marzo 2001     | LONEOS           |
| 257999 - | 2001 EH11                | 2 marzo 2001     | NEAT             |
| 258000 - | 2001 EQ16                | 15 marzo 2001    | NEAT             |